# Petrosino
Petrosino is een gemeente in de Italiaanse provincie Trapani (regio Sicilië) en telt 7458 inwoners (31-12-2004). De oppervlakte bedraagt 44,5 km², de bevolkingsdichtheid is 168 inwoners per km².

## Demografie
Petrosino telt ongeveer 2820 huishoudens. Het aantal inwoners steeg in de periode 1991-2001 met ..% volgens cijfers uit de tienjaarlijkse volkstellingen van ISTAT.
| Jaar | Inwoneraantal |
| ---- | ------------- |
| 1991 | 7329          |
| 2001 | 7330          |

## Geografie
De gemeente ligt op ongeveer 16 m boven zeeniveau.
Petrosino grenst aan de volgende gemeenten: Marsala, Mazara del Vallo.